# Matthias Nicolai
Matthias Nicolai, död 30 september 1425 i Linköping, var en svensk präst och domprost i Linköpings församling. Han var även kontraktsprost i Sunnerbo kontrakt.

## Biografi
Matthias Nicolai var 1389 prost i Berga församling. Han var samtidigt från 5 mars 1402 kyrkoherde i Vittaryds församling. Nicolai var senast 31 maj 1407 kanik i Linköping och kontraktsprost i Sunnerbo kontrakt. Senast den 4 augusti 1418 blev han domprost i Linköpings församling och följde 1419 med på en biskopsvisitation till Vadstena kloster. Nicolai avled 30 september 1425 i Linköping.